# 英國司法部
司法部（英語：Ministry of Justice）是英国一個政府部門，成立於2007年5月9日，合并了宪法事务部（前称大法官部）和内政部负责英格兰和威尔士的刑事司法政策、判决政策、假释、监狱和防止重新犯罪的部分業務。该部位于伦敦威斯敏斯特市小法兰西102号（前称安妮女王门50号）。
現任司法大臣兼大法官為馬曼婷。

## 职权范围

### 联合王国范围
该部处理三个被移交予职权的政府（北爱尔兰行政当局、苏格兰政府和威尔士议会政府）与整个联合王国之间的关系。
它管辖整个联合王国的裁判所，并且有其他诸多遍及整个联合王国的职责，如人权和选举改革。

### 英格兰和威尔士
司法部没有对苏格兰和北爱尔兰的刑事司法、法庭、监狱和假释的管轄權，而只有对英格兰和威尔士相關事务的轄權。
在英格兰和威尔士的司法权中，司法部负责处理所有涉嫌犯罪者，从逮捕之时直到定罪的犯罪者出獄。苏格兰法律系统独立于英格兰的法律系统，而且刑事法律制裁、治安和监狱是苏格兰政府的责任。
虽然北爱尔兰法律是英国国会的“保留”事务，但它不是司法部的轄下業務。北爱尔兰法庭管理机构是北爱尔兰的大法官部；北爱尔兰治安局的職员由北爱尔兰国务大臣任命；北爱尔兰监狱管理机构是北爱尔兰事务部的一个行政机构。

### 君主属地
司法部在对君主属地的关系上有某些责任：
- 在白厅与这些岛屿政府的联络中担任主线
- 承认对由这些岛屿的立法会议通过的法规的御准
- 将联合王国法律延伸至这些岛屿
- 制定在这些岛屿的君主任命

## 核心组成部分
- 国家犯罪者管理机构：英格兰和威尔士的矫正系统的管理部门，陛下监狱管理机构和假释管理机构在国家犯罪者管理机构之下；
- 青年司法和青年司法委员会的主办；
- 假释委员会、陛下监狱和假释监督官、独立检查委员会及监狱和假释督察官的主办；
- 刑事、民事、家庭和行政法：刑法和刑罚政策，包括法律服务委员会、民事司法理事会、刑罚指导方针理事会和刑罚顾问小组，以及法律委员会；
- 刑事司法改革办公室：由司法部主办，但与三个刑事司法部门一起横向工作——司法部，内政部，和总检察长办公室；
- 陛下法庭管理机构：英格兰和威尔士的民事、家庭和刑事法庭的管理部门；
- 裁判所管理机构：大部分联合王国裁判所系统的管理部门；
- 法律援助和通过法律服务委员会进行的更广泛的社区法律服务；
- 对于法官的支持：通过新近被创设的法官任命委员会、法官办公室和法官联络办公室进行的法官任命；
- 枢密院秘书处和枢密院司法委员会；
- 宪法事务：选举改革和民主契约；民权和人权，信息自由，联合王国的宪法性协议的管理和包括委托管理部门和君主属地之间的关系；
- 司法部法人中心：集中的塑造整体策略和驱动表现和输送的法人中心。[4]

## 參閱
- 英國貝爾馬什監獄(HM Prison Belmarsh)
- 英國獄政局(Her Majesty's Prison Service)
- 英國獄政暨觀護局(HM Prison and Probation Service)